# Старая военно-морская обсерватория США
Старая военно-морская обсерватория США — астрономическая обсерватория, основанная в 1843 году в Вашингтоне, США.

## Руководители обсерватории
- Уилкс, Чарльз — с 1833 года возглавлял Картографический департамент ВМС (Depot of Charts and Instruments)[1]
- Мори, Мэтью Фонтейн
- en:James Melville Gilliss — считается основателем обсерватории
- 1870—1876 — en:Henry Hayes Lockwood

## История обсерватории
Основной целью создания обсерватории было обучение астрономической навигации будущих штурманов ВМС США и оповещение судов и гражданского населения о точном времени. Здание первой военно-морской обсерватории США было построено в 1843 году, а постоянные наблюдения начались в 1844 году. Завершены наблюдения были в 1893 году, когда было построено новое здание обсерватории на Массачусетс-авеню. В период с 1894 по 1902 года в здании старой обсерватории располагался Военно-морской музей гигиены. С 1903 по 1942 года на территории обсерватории была возведена военно-морская больница. В 1965 году здание старой военно-морской обсерватории было объявлено национальным историческим памятником. В данный момент здание обсерватории принадлежит Бюро медицины и хирургии ВМС США. Обсерватория закрыта для публичного доступа.

## Инструменты обсерватории
- 66-см рефрактор Кларка (F=13м) — самый крупный рефрактор в мире на момент создания (1875 год)

## Направления исследований
- Астероиды
- Планеты
- Двойные звезды

## Основные достижения
- Открытие 3-х астероидов из первой сотни: (31) Евфросина, (50) Виргиния, (60) Эхо
- Открытие спутников Марса: Фобоса и Деймоса
- Доказательство, что 61 Лебедя является физической двойной звездой
- Определение периода вращения Сатурна
- Издание «Американского морского астрономического ежегодника» («Nautical Almanae»)

## Известные сотрудники
- Фергюсон, Джеймс (1847—1867?)
- Холл, Асаф (1862—1891)
- Холден, Эдвард Синглтон
- Саймон Ньюком
- Джон Брук
- Уильям Т. Сэмпсон
- en:David Peck Todd
- en:John Wilson Danenhower

## Интересные факты
- В обсерватории был установлен каучуковый шар времени, который сообщал точное время кораблям в море.
- Шестой президент США Джон Куинси Адамс, который подписал законопроект о создании обсерватории, сам немало посещал обсерваторию и проводил наблюдения звезд.